# Battle of the Stars
Battle of the Stars was een Nederlands amusementsprogramma op RTL 4. De presentatie van Battle of the Stars was in handen van Quinty Trustfull. In het programma gingen iedere week twee bekende Nederlanders met elkaar de strijd aan in een wisselende tak van sport. Zo kwamen er in het eerste seizoen sporten voor zoals boksen, zwemmen en judo. Seizoen 1 liep van 22 januari 2009 tot maart 2009. De sponsor van Battle of the Stars is Lotto.